# Юліу Прасслер
Юліу Прасслер (рум. Iuliu Iosif Prassler), або Дьюла Прасслер (угор. Gyula Prassler, 16 січня 1916 — 1942) — румунський футболіст, що грав на позиції нападника за клуби «Бая-Маре», АМЕФ (Арад) та «Жувентус» (Бухарест), а також національну збірну Румунії.

## Клубна кар'єра
У футболі дебютував 1933 року виступами за команду «Бая-Маре», в якій провів три сезони. 
Своєю грою за цю команду привернув увагу представників тренерського штабу клубу АМЕФ (Арад), до складу якого приєднався 1936 року. Відіграв за арадську команду наступні два сезони своєї ігрової кар'єри. У складі арадського АМЕФ був одним з головних бомбардирів команди, маючи середню результативність на рівні 0,49 голу за гру першості.
1938 року перейшов до клубу «Жувентус» (Бухарест), за який відіграв 2 сезони.  В новому клубі був серед найкращих голеодорів, відзначаючись забитим голом в середньому щонайменше у кожній третій грі чемпіонату. 
Згодом повернувся до Баї-Маре, яка тим часом потрапила через Другий Віденський арбітраж в Угорщину. Там він зіграв ще один сезон за «Надьбанью» і завершив професійну кар'єру футболіста.

## Виступи за збірну
1938 року дебютував в офіційних матчах у складі національної збірної Румунії. Протягом кар'єри у національній команді провів у її формі 2 матчі.
У складі збірної був учасником чемпіонату світу 1938 року у Франції, де румуни програли (3-3 і 1-2) команді Куби в 1/8 фіналу. Прасслер зіграв лише в другому матчі.
Помер 1942 року на 26-му році життя.